# Jur Vrieling
 Jan Johannes "Jur" Vrieling (ur. 31 lipca 1969) –  holenderski jeździec sportowy. Srebrny medalista olimpijski z Londynu.
Startuje w skokach przez przeszkody. Zawody w 2012 były jego debiutem na igrzyskach olimpijskich i odniósł największy sukces w karierze, sięgając po srebro olimpijskie w konkursie drużynowym. Startował na koniu Bubalu. Holandię w konkursie reprezentowali również Gerco Schröder, Marc Houtzager i Maikel van der Vleuten.